# Mari Gerekmezyan
Mari Gerekmezyan (armenisch Մարի Կերեքմէզեան; geb. 1913 in Talas, Türkei; gest. 1947 in Istanbul, Türkei) gilt als erste weibliche Bildhauerin der Türkei. Sie war die Partnerin des türkischen Dichters und Malers Bedri Rahmi Eyüboğlu.

## Biografie
Die armenischstämmige Mari Gerekmezyan wurde in dem Dorf Talas bei Kayseri geboren. Sie besuchte die lokale armenische Grundschule Vart Basrig. Mari Gerekmezyan zog nach Istanbul, wo sie die Armenische Yesayan Schule besuchte. Während sie an der Yesayan studierte, hatte Gerekmezyan die Möglichkeit, den türkischen Schriftsteller Ahmet Hamdi Tanpınar zu treffen. Tanpınar inspirierte Gerekmezyan, Philosophie zu studieren. Sie setzte ihre Studien an der Universität Istanbul fort. Gerekmezyan wurde Gaststudentin in der Bildhauerabteilung der Güzel Sanatlar Akademisi (Großen Kunstakademie). In der Akademie wurde sie von dem deutschen Bildhauer Rudolf Belling unterrichtet.
Gerekmezyan arbeitete zudem als Kunst- und Armenischlehrerin am Getronagan-Gymnasium und der Yesayan Armenischen High School.
Im Alter von 35 starb Gerekmezyan an Tuberkulose. Sie liegt auf dem Armenischen Friedhof von Şişli begraben.

## Werke
Viele Arbeiten Gerekmezyans sind verloren gegangen. Ihre verbliebenen Werke befinden sich im İstanbul Resim ve Heykel Müzesi (Museum für Malerei und Bildhauerei) und in der Privatsammlung der Familie Eyüboğlu – dort befindet sich auch Gerekmezyans bekannte Büste von Bedri Rahmi Eyüboğlu. Zu den bekanntesten Werken Mari Gerekmezyans gehören:
- Büste von Prof. Neşet Ömer (1943)
- Büste von Prof. Şekip Tunç (1943)
- Maske von Patrik Mesrob Tin (1944)
- Büste von Yahya Kemal Beyatlı (1945)
- Büste von Bedri Rahmi

## Auszeichnungen
Gerekmezyan wurde für ihre Büsten von Professor Neşet Omer und Professor Şekip Tunç mit dem Skulpturen-Ausstellungspreis Ankara ausgezeichnet. Sie erhielt den Ersten Preis bei der Kunstausstellung der Stadt Ankara für ihre Büste von Yahya Kemal Beyatlı.

## Beziehung mit Bedri Rahmi Eyüboğlu
Während Gerekmezyan Gaststudent in der Bildhauerabteilung der Güzel Sanatlar Akademisi war, traf sie Bedri Rahmi Eyüboğlu. Durch die 1940er Jahre assistierte Gerekmezyan Bedri Rahmi Eyüboğlu bei seiner künstlerischen Arbeit. Die beiden verliebten sich ineinander. Ihre Beziehung wird mit der von Auguste Rodin und Camille Claudel verglichen. Gerekmezyan hat mehrere Büsten von Eyüboğlu angefertigt und Eyüboğlu zeichnete viele Skizzen von Mari. Eyüboğlu schrieb sein berühmtes Gedicht Karadut (Maulbeere) für Mari Gerekmezyan nach deren Tod:
türkisch 
 Karadut
 Karadutum, çatal karam, çingenem
 Nar tanem, nur tanem, bir tanem
 Ağaç isem dalımsın salkım saçak
 Petek isem balımsın ağulum
 Günahımsın, vebalimsin.
 Dili mercan, dizi mercan, dişi mercan
 Yoluna bir can koyduğum
 Gökte ararken yerde bulduğum
 Karadutum, çatal karam, çingenem
 Daha nem olacaktın bir tanem
 Gülen ayvam, ağlayan narımsın
 Kadınım, kısrağım, karımsın.
Übersetzung:

Maulbeere

Meine schwarze Maulbeere, meine gespaltene Dunkle, meine Chrysantheme,

Mein Granatapfelkern, mein lichter Kern, meine Einzige;

Ich bin ein Baum, meine Glieder, eine Vorhalle mit Weintrauben,

Ich bin ein Bienenkorb, Du bist mein Honig, mein bitterer Honig,

Mein Sünde, mein Wechselfieber,

Zunge aus Korallen, Zähne aus Korallen, Schenkel aus Austern,

Ich gab Dir ein Leben, meine Frau.

Ich fand am Grund, was ich im Himmel suchte.

Meine schwarze Maulbeere, meine gespaltete Dunkle, meine Zigeunerin,

Wieviel mehr wirst Du für mich sein, mein Gegenstück, seltsames,

Meine lächelnde Quitte, mein weinender Granatapfel,

Mein Baby, meine Stute, meine Frau.
Als er das Gedicht zum ersten Mal in der Öffentlichkeit vorlas, weinte Eyüboğlu. Es wird angenommen, dass Eyüboğlu Gerekmezyan bis zum Ende seines Lebens liebte. Das Gedicht wurde bekannt, nachdem es der türkische Rockmusiker Cem Karaca vertont hatte.